# بيزنس إنسايدر
بزنس إنسايدر أو بيزنس إنسايدر هي صحيفة رقمية تهتمّ بعالم المال والتجارة وتُنشر من قِبل شركة تحملُ ذات الاسم. تصدرُ للجريدة طبعات ورقيّة في كل من المملكة المتحدة، أستراليا، الصين، ألمانيا، فرنسا، جنوب أفريقيا، الهند، إيطاليا، إندونيسيا، اليابان، ماليزيا، هولندا، بولندا، إسبانيا وسنغافورة كما تُنشر نسخ أخرى بلغات مختلفة بما في ذلك الصينية، الهولندية، الفرنسية، الإيطالية، الألمانية، البولندية، واليابانية.

## التاريخ
أُطلق موقع بيزنس إنسايدر في عام 2007 من مدينة نيويورك وذلكَ تحتَ إشراف كل من المدير التنفيذي السابق لشركة دبل كلك كيفن ريان إلى جانبِ دوايت مريمان وهنري بلودجيت. ركّز الموقع منذ انطلاقته على مجال المال والأعمال وذلكَ من خِلال توفير بيانات حول الاقتصاد والتجارة وتحليل معطيات أخرى فضلًا عن تجميع المعلومات من مُختلف المصادر والخروج بتقارير حصريّة وأوليّة. دخل الموقع عالم الشهرة الريادة منذ عام 2010 بعدما حصدَ عددًا كبيرًا من الزوار وصار مصدرًا موثوقًا يُعتمد عليهِ بكثرة في تحليل البيانات وما إلى ذلك. بالرغمِ من ذلك؛ وبحلول حزيران/يونيو 2012 بدأت أسهم الموقع في التراجع وسرعانَ ما فقد 5.4 مليون زائر. بعدَ ذلك بثلاث سنوات؛ اشترت شركة أكسل شبرينقر 88% من أسهم الموقع وذلك في صفقة قُدرت بـ 343 مليون دولار (306 مليون يورو).
بعد الصفقة؛ طوّر الفريق التحريري من مستوى تغطيته فصارَ الموقع يستضيفُ عدد من المؤتمرات وبخاصةٍ تلكَ التي تتناولُ والتي يستكشف الناشئة نماذج الأعمال في وسائل الإعلام الرقمية. بحلول كانون الثاني/يناير 2015؛ أطلقَ الموقع عددًا من الخدمات بعضها مجاني والآخر مدفوع وتركزت معظمها في توفير البيانات وتحليلها في شتّى المجالات بما في ذلك التجارة الإلكترونية، الصناعات وغيرها. في الوقتِ الحالي؛ يقومُ الموقع بشكل دوري بنشرِ العديد من التقارير التي تتحدث عن أثمن الشركات في عالم التكنولوجيا وفي عوالم أخرى.

### تيك إنسايدر
بحلول تموز/يوليو 2015؛ بدأت شركة بيزنس إنسايدر نشر موقع تيك إنسايدر وهو موقع يهتمّ بآخر ما توصل لهُ العالم في مجال التكنولوجيا. خصّصت الشركة 40 موظفًا للسهر على الموقع وضمان نجاحهِ مثلَ ما حصل مع الموقع الرسمي كما وفرت لهم مقرًا في مدينة نيويورك جنبًا إلى جنب معَ محرري موقع بيزنس إنسايدر ثمّ ارتأت بعدَ عام من ذلك فصلهم عن غرقة التحرير الرئيسية ونقلهم لمقر خاص بهم.

### بيزنس إنسايدر: جنوب الصحراء
في كانون الثاني/يناير 2017؛ أعلنَ موقع بيزنس إنسايدر عقد شراكة معَ شركة رينجيير في أفريقيا للنشر الرقمي وذلك من أجلِ إطلاق موقعٍ جديد تحتَ مسمّى بيزنس إنسايدر: جنوب الصحراء وهو موقع مشابه للموقع الرسمي معَ اختلاف الدول التي يُركّز عليها الاثنان. في السياق ذاته؛ عبّر هنري بلودجيت – المؤسس المشارك ورئيس تحرير الموقع—عن سعادتهِ عنِ الشراكة مع شركة رينجيير وقال: «رنجيير هي الشريك المثالي لمساعدتنا على الانفتاح على أفريقيا جنوب الصحراء ومُشاركة خبراتنا هناك.»

## الرئيس التنفيذي
يُعدّ هنري بلودجيت خريج جامعة ييل والذي سبقَ وأن عملَ في وول ستريت حتى تم منعه مدى الحياة من صناعة الأوراق المالية بسبب انتهاكات قوانين الأوراق المالية والتي حُكمَ عليه على إثرها بغرامة مالية قيمتها مليوني دولار الرئيس التنفيذي لموقع بيزنس إنسايدر ومدير التحرير، فيما يشغلُ نيكولاس كارلسون صاحب التجربة الكبيرة في موقع إنترنت.كوم نائب رئيس تحرير جنبًا إلى جنبٍ معَ جيم إدواردز مدير التحرير السابق في مجلّة أدويك.

## الاستقبال
بحلول كانون الثاني/يناير 2009؛ صُنّف موقع بيزنس إنسايدر في قائمة أفضل 25 مدونة تهتمّ بمجال المال والأعمال وذلكَ حسبَ مجلة تايم، كما احتلّ الموقع في ذات السنة قائمة أفضلُ المدونات على الويب حسبَ مجلة بي سي. في نفسِ السنة أيضًا؛ ترشّح الموقع للمنافسة على جائزة أفضل مدوّنة وذلك ضمنَ جوائز ويبي. رُشّح الموقع مجددًا لذات الجائزة في عام 2013 بعدما أعادَ هيكلة نفسه من جديد وطوّر من أساليبه ومن حجم التغطيّة. في كانون الثاني/يناير 2014 نشرت جريدة نيويورك تايمز مقالًا ذكرت فيه أنّ عدد زوار موقع بيزنس إنسايدر مساوٍ تقريبًا لعدد زوار موقع وول ستريت جورنال. بعدَ ذلك بثلاث سنوات رُشح الموقع للمنافسة على جوائز دي جي داي في فئتين منفصلتين: أفضل عمود في مجلّة رقمية وأفضل استخدام لإنستغرام في النشر.
بالرغمِ من كل هذه النجاحات؛ واجهّ الموقع انتقادات عديدة بما في ذلك استخدام عنواين ملفتة للنظر ومحتوى مُغاير أو شيء من هذا القبيل. في عام 2013؛ انتقدت النيويوركر موقع بيزنس إنسايدر بسببِ تسرعهِ في النشر وفشلهِ في تحديد الأولويات. في عام 2018؛ انتُقد الموقع مجددًا وذلك بعدما قامَ بحذف عمود كامل حولَ الممثلة سكارليت جوهانسون.

## روابط خارجية
- بيزنس إنسايدر على موقع روتن توميتوز (الإنجليزية)